# إريك باتيستا
إريك باتيستا (بالفرنسية: Éric Battista)‏ هو منافس ألعاب قوى فرنسي، ولد في 14 مايو 1933 في سيت في فرنسا.

## وصلات خارجية
- إريك باتيستا على موقع الاتحاد الفرنسي لألعاب القوى (الفرنسية)
- إريك باتيستا على موقع أوليمبيديا (الإنجليزية)